# Схоларх
Схоларх (грец. σχολάρχης) — глава школи.
В основному термін використовується для глав філософських шкіл у стародавніх Афінах таких як Платонівська академія, першим схолархом якої був сам Платон. Він займав положення глави школи близько сорока років, призначивши своїм наступником Спевсіппа. Наступні схолархи обиралися членами Академії.
Список схолархів чотирьох найважливіших філософських шкіл в Афінах елліністичного періоду з приблизними датами керівництва школою, в порядку прямування:
- Академія

388–348 Платон 

348–339 Спевсіпп 

339–314 Ксенократ 

314–270 Полемон 

270–265 Кратет Афінський 

265–241 Аркесілай 

241–225 Лакід 

225–167 Телекл та Евандр 

167–165 Гегесін 

165–137 Карнеад 

137–131 Карнеад II 

131–127 Кратет 

127–110 Клітомах 

110-84 Філон з Лариси
- Лікей

335–322 Аристотель 

322–287 Теофраст 

287–269 Стратон 

269–225 Ликон 

225 -??? Арістон 

155 -??? Крітолай 

??? −110 Діодор з Тиру
- Стоя

3300-262 Зенон Кітійскій 

262–230 Клеанф 

230–205 Хрісіпп 

205 -??? Зенон Тарсійскій 

??? −145 Діоген 

145–129 Антипатр 

129–110 Панет
- «Сад»

307–271 Епікур 

271–250 Гермарх 

250–215 Полістрат 

215–201 Діонісій 

201 -??? Василид 

175 -??? Феспід 

??? −100 Аполлодор 

100-75 Зенон Сидонський 

75-70 Федр 

70 — 51 Патрон